# Helictotrichon cincinnatum
Helictotrichon cincinnatum là một loài thực vật có hoa trong họ Hòa thảo. Loài này được (Ten.) Röser mô tả khoa học đầu tiên năm 1989.